# Alfred Eluère
Alfred Louis Anselme Eluère (Saint-Clément-des-Levées, Maine i Loira, 28 de juliol de 1893 - Narròssa, Landes, 12 de març de 1985) va ser un jugador de rugbi a 15 francès que va competir a començaments del segle xx. Era cosí del boxejador Xavier Eluère.
El 1920 va ser seleccionat per jugar amb la selecció francesa de rugbi a 15 que va prendre part en els Jocs Olímpics d'Anvers, on guanyà la medalla de plata. A nivell de clubs jugà al SCUF.
Membre del Partit Republicà Radical i Radical-Socialista, va ser alcalde de Sòrts e Òssagòr entre 1935 i 1972.